# هوشینو ریزورتس
هوشینو ریزورتس (انگلیسی: Hoshino Resorts) شرکت مهمان‌نوازی و خدمات گردشگری ژاپنی است، که در سال ۱۹۰۴ تأسیس شد. این شرکت هم‌اکنون مالک ۴۱ هتل در کشورهای آسیایی است.